# Ад де Йонг
Адріанус Корнеліс «Ад» де Йонг (нід. Adrianus Cornelis "Aad" de Jong, 1 грудня 1921, Гаага — 29 серпня 2003, Зевенберген) — нідерландський футболіст, що грав на позиції захисника за клуб «АДО Ден Гаг» та національну збірну Нідерландів.

## Клубна кар'єра
У дорослому футболі дебютував 1937 року виступами за команду «АДО Ден Гаг» з рідної Гааги, кольори якої і захищав протягом усієї своєї кар'єри гравця, що тривала дев'ятнадцять років. За цей час двічі виборював титул переможця чемпіонату Нідерландів, який у 1940-х роках мав аматорський статус.

## Виступи за збірну
1950 року дебютував в офіційних матчах у складі національної збірної Нідерландів.
У складі збірної був включений до заявки збірної на футбольний турнір на Олімпійських іграх 1952 року у Гельсінкі, де на поле, утім, не виходив.
Загалом протягом кар'єри в національній команді, яка тривала 3 роки, провів у її формі 5 матчів.
Помер 29 серпня 2003 року на 82-му році життя в Зевенбергені.
| Дата       | Місто     | Господарі  | Результат | Гості      | Турнір           | Голи | Примітки |
| ---------- | --------- | ---------- | --------- | ---------- | ---------------- | ---- | -------- |
| 12-11-1950 | Антверпен | Бельгія    | 7 – 2     | Нідерланди | товариський матч | -    |          |
| 10-12-1950 | Париж     | Франція    | 5 – 2     | Нідерланди | товариський матч | -    |          |
| 15-4-1951  | Амстердам | Нідерланди | 5 – 4     | Бельгія    | товариський матч | -    |          |
| 6-6-1951   | Роттердам | Нідерланди | 2 – 3     | Норвегія   | товариський матч | -    |          |
| 6-4-1952   | Антверпен | Бельгія    | 4 – 2     | Нідерланди | товариський матч | -    |          |
| Усього     |           | Матчів     | 5         |            | Голів            | 0    |          |

## Титули і досягнення
- Чемпіон Нідерландів (2):

«АДО Ден Гаг»: 1941-1942, 1942-1943